# Marcus Annius Verus (Konsul)
Marcus Annius Verus († nach 135) war ein römischer Politiker, Senator und Großvater des Kaisers Mark Aurel. Er bekleidete insgesamt dreimal den Konsulat.
Verus entstammte einer provinzialadeligen Familie aus Uccubi in Hispania Baetica. Sein Vater Annius Verus kam zur Zeit des Kaisers Nero nach Rom und gelangte dort zur Prätur. Er wurde im Jahr 73/74 von den Zensoren Vespasian und Titus unter die Patrizier aufgenommen. Mit seinen Aufstieg zum Senator wurde der Grundstein zum großen Familienvermögen gelegt.
Verus selbst wurde im Jahr 97 Suffektkonsul. Als Freund des Kaisers Hadrian bekleidete er unter ihm zweimal den Konsulat (121 und 126) und verwaltete mehrere Jahre als Präfekt die Stadt Rom (von September 117 bis 125). Nach Niederlegung der Stadtpräfektur wurde ihm 126 die außergewöhnliche Ehrung eines dritten Konsulats zuteil. Sollte seine Ehefrau Rupilia Faustina die Tochter von Trajans Nichte Matidia und somit ältere Halbschwester von Hadrians Frau Vibia Sabina gewesen sein, gehörte er zum engsten Kreis um den Kaiser. Möglicherweise war sie aber die Tochter von Vitellia, der Tochter des Vitellius und der Galeria Fundana.
Durch Verheiratung seiner Kinder mit aussichtsreichen Ehepartnern gelang es Annius Verus, die herausgehobene Stellung seiner Familie auch für die nächsten Generationen zu behaupten. Seine Tochter Annia Galeria Faustina gab er einem jungen Adligen zur Frau, dem späteren Kaiser Antoninus Pius. Einer seiner beiden Söhne, der ebenfalls Marcus Annius Verus hieß und bis zur Prätur gelangte, heiratete Domitia Lucilla, eine der reichsten Erbinnen Italiens, die unweit von Rom eine Ziegelmanufaktur besaß. Aus dieser Ehe stammte der spätere Kaiser Mark Aurel. Der andere Sohn des Verus war Marcus Annius Libo, der im Jahr 128 Konsul war.